# Сидоров Валерій Борисович
Валерій Борисович Сидоров (нар. 23 листопада 1946, Білоруська РСР — пом. 21 грудня 2012, Донецьк, Україна) — український радянський футболіст та тренер.

## Кар'єра гравця
Вихованець юнацьких команд міста Берестя. По завершенні школи розпочав навчання в Кримському державному педагогічному інституті, де захищав кольори місцевих аматорських колективів. У 1958 році став гравцем ждановського «Бкдівельника», у футболці якого 1971 року завершив кар'єру футболіста.

## Кар'єра тренера
По завершенні кар'єри гравця розпочав тренерську діяльність. З 1972 року тренував СК «Азовець» (Жданов), з якою двічі вигравав чемпіонат Донецької області, а також неодноразово ставав срібним та бронзовим призером обласного чемпіонату. У серпні 1982 року в «аварійному режимі» призначений головним тренером «Новатора» (Жданов), який очолював до червня 1983 року, а потім до кінця 1983 року допомагав тренувати гравців клубу. З 1983 році працював з дітьми у Спортивній школі № 3 міста Жданов. У 1992 році прийняв запрошення про перехід у Школу олімпійського резерву в Донецьку.
Помер 21 грудня 2012 року у віці 67 років.